# جيمس دان (لاعب كرة قدم)
جيمس دان (بالإنجليزية: James Dunn)‏ (4 أكتوبر 1971 في الولايات المتحدة - ) هو لاعب كرة قدم أمريكي في مركز الدفاع. لعب مع Seattle Sounders (1994–2008) ‏ وSalem City FC ‏ وFlorida ThunderCats ‏ وSeattle SeaDogs ‏ وويتشاتا وينغز ‏.

## وصلات خارجية
- جيمس دان على موقع قاعدة بيانات كرة القدم.إي يو (الإنجليزية)